# Los Angeles Film Critics Association Awards 1984
La 10ª edizione dei Los Angeles Film Critics Association Awards si è tenuta il 24 gennaio 1985, per onorare il lavoro nel mondo del cinema per l'anno 1984.

## Premi
Miglior film
- Amadeus, regia di Miloš Forman
  - 2º classificato: C'era una volta in America (Once Upon a Time in America), regia di Sergio Leone

Miglior attore
- F. Murray Abraham - Amadeus
- Albert Finney - Sotto il vulcano (Under the Volcano)

Miglior attrice
- Kathleen Turner - China Blue (Crimes of Passion) e All'inseguimento della pietra verde (Romancing the Stone)
  - 2º classificato: Vanessa Redgrave - I bostoniani (The Bostonians)

Miglior regista
- Miloš Forman - Amadeus
  - 2º classificato: Sergio Leone - C'era una volta in America (Once Upon a Time in America)

Miglior attore non protagonista
- Adolph Caesar - Storia di un soldato (A Soldier's Story)
  - 2º classificato: John Malkovich - Urla del silenzio (The Killing Fields) e Le stagioni del cuore (Places in the Heart)

Miglior attrice non protagonista
- Peggy Ashcroft - Passaggio in India (A Passage to India)
  - 2º classificato: Christine Lahti - Swing Shift - Tempo di swing (Swing Shift)

Miglior sceneggiatura
- Peter Shaffer - Amadeus
  - 2º classificato: Alan Rudolph - Choose Me - Prendimi (Choose Me)

Miglior fotografia
- Chris Menges - Urla del silenzio (The Killing Fields)
  - 2º classificato: Robby Müller - Repo Man - Il recuperatore (Repo Man) e Paris, Texas

Miglior colonna sonora
- Ennio Morricone - C'era una volta in America (Once Upon a Time in America)
  - 2º classificato: Amadeus

Miglior film in lingua straniera
- Il quarto uomo (De vierde man), regia di Paul Verhoeven  ·   Paesi Bassi
  - 2º classificato: Ma che siamo tutti matti? (The Gods Must Be Crazy), regia di Jamie Uys  ·   Botswana/ Sudafrica

New Generation Award
- Alan Rudolph

Career Achievement Award
- Rouben Mamoulian

Menzione speciale
- Andrew Sarris
- François Truffaut